# Апрельские дожди (фильм, 2009)
«Апрельские дожди» (англ. April Showers) — американский независимый фильм, сюжет которого сценаристу и режиссёру Эндрю Робинсону был навеян событиями, произошедшими в школе Колумбайн 20 апреля 1999 года и в последующие дни. Во время стрельбы Робинсон был старшеклассником в Колумбайне.

## Сюжет
История рассказывает о группе выживших после стрельбы в школе. Парень по имени Шон является главным героем фильма. Во время стрельбы его любимая погибает и далее описывается его жизнь. Помимо него в фильме показываются истории других людей. Например, парень по имени Джейсон, которого СМИ называют героем и фотография которого на обложках всех газет. Другого участника событий Ника, который дружил со стрелявшим, теперь тоже винят в произошедшем.

## В ролях
- Келли Блатц — Шон Райан
- Дэрил Сабара — Джейсон Гейтс
- Эллен Уоглом — Эйприл Лоурен
- Джанель Пэриш — Вики
- Илейн Дуглас — Салли Ридман
- Том Арнольд — Мартин Блэкуелл
- Рейчел Лянь — Джессика
- Шон Дарри — Ник
- Брайан Мак-Клар— Джонатан
- Нина Рауш — Сэм
- Марк Арнольд — отец Шона
- Бленда О’Брайан — Хелен Манн
- Уильям Гриннан — Майк